# Mortal Kombat: Deadly Alliance
Mortal Kombat: Deadly Alliance (сокр. MKDA; рус. Смертельная битва: Смертоносный Альянс) — компьютерная игра в жанре файтинг, разработанная и выпущенная компанией Midway в 2002 году. Впервые игра издавалась только для домашних игровых консолей. Это пятая игра в серии Mortal Kombat.

## Сюжет
Убегая от Скорпиона через портал из Преисподней, колдун Куан Чи находит древнюю гробницу, в которой лежат мумифицированные остатки непобедимой армии Короля Дракона — первого императора Внешнего Мира. Колдун понимает, что воскресив эту армию, он может стать непобедимым. Для этого ему необходимо поместить в мумии души мёртвых воинов. Для этого он предлагает сделку другому колдуну — Шан Цзуну, пообещав ему бессмертие и вечную молодость, если тот согласится. Так рождается Смертельный Альянс. Перед тем, как начать исполнение своих планов, колдуны решают убрать тех, кто может им помешать. Первой их целью стал император Внешнего Мира — Шао Кан. Найдя Кана в его дворце, они присягнули ему в верности. Но это был лишь отвлекающий манёвр. Как только представилась возможность, колдуны убили Шао Кана. Затем они с помощью скрытого портала перенеслись на Землю, где находится человек, представляющий самую большую опасность для колдунов — Лю Кан, чемпион Смертельной Битвы. Хотя Шан Цзун проигрывал в битве, помощь Куан Чи помогла колдуну одержать победу. Свернув Лю Кану шею, Шан Цзун отомстил за своё поражение на десятом турнире и заполучил его душу.
Теперь, когда им ничего не угрожает, колдуны возвращаются во Внешний Мир, где они начинают воскрешать армию Короля Дракона. А в это время Райдэн, бог-покровитель Земли, отказавшийся от статуса Старшего Бога, собирает союз из лучших бойцов, чтобы остановить Смертельный Альянс.
Mortal Kombat: Deadly Alliance следует по сюжету за Mortal Kombat Gold и происходит до Mortal Kombat: Deception. При разработке название игры менялось от Mortal Kombat 5 до Mortal Kombat: Vengeance.

## Игровой процесс
Хотя Mortal Kombat: Deadly Alliance и не первая трёхмерная игра серии, только в ней появилась возможность беспрепятственно перемещаться в трёх измерениях (как в Tekken или Soul Calibur). Каждый персонаж получил в своё распоряжение три уникальных боевых стиля (два рукопашных и один с оружием). В связи с этим появились комбо с переходами на разные стили. В то же время, разработчики решили убрать из геймплея бег и соответственно шкала бега также была убрана. Количество спецприёмов на персонажа также было сокращено по сравнению с более ранними играми серии. Количество добиваний также сократилось до одного фаталити на персонажа.
На аренах теперь присутствуют различные препятствия, такие как статуи или колонны, которые можно разрушить. Сами арены окружены невидимыми барьерами, которые можно использовать, чтобы нанести урон противнику. На арене Acid Bath есть статуи, которые начинают плеваться кислотой, если подойти к ним слишком близко.
В игре появился так называемый Крипт (Krypt — рус. склеп), через который можно открыть различные бонусы (концепт-арт, видео и т. д.). Все бонусы покупаются за заработанные в боях монеты (англ. Koins).
Появился также новый режим — Konquest (рус. завоевание). В этом режиме необходимо выполнять задания (в игре называются «миссиями») за различных персонажей. Каждая выполненная миссия премируется монетами, а после выполнения всех миссий открывается доступ к двум секретным персонажам. Кроме того, в Deadly Alliance вернулась мини-игра «Test Your Might» (разбивание досок), а также появилась новая мини-игра «Test Your Sight» (проверка на наблюдательность).

### Крипт
Крипт — особый раздел Mortal Kombat: Deadly Alliance, в котором можно открыть различные бонусы. Крипт состоит из 676 закрытых гробов (англ. Koffin), помеченных буквами (от AA до ZZ). Каждый гроб может быть открыт за определённое количество монет (монеты бывают шести типов — золотые, рубиновые, сапфировые, нефритовые, платиновые и ониксовые). Через крипт можно разблокировать скрытых персонажей, арены, альтернативные костюмы к каждому персонажу (кроме секретных), различные видео, фотографии и концепт-арты. Часть гробов содержит монеты разного типа или отсылки на другие гробы. Некоторые гробы ничего не содержат. Содержание гробов не указано, поэтому нельзя знать заранее, что в них содержится.

### Таунты и изменения в боевой системе
В игре был добавлен Таунт (от английского taunt — боевой клич). Он применялся на отдельную кнопку (в версии для Gamecube это кнопка «z»). В разных боевых стилях эффект таунта менялся в основном стиле Скорпиона (Хапкидо), это была насмешка, восстанавливающая часть здоровья персонажа, если процесс её использования насмешки не был прерван ударом. Во втором стиле (Пи Гуа) это был захват конечности противника при ударе, в третьем стиле Меч Ниндзя (в игре назывался Ninja sword без настоящего названия этого стиля) это был сайдстеп от атаки противника, затем удар из сайдстепа с разворотом меча. Таунты не уникальны, к примеру таунты Кэнси полностью копируют таунты Скорпиона, также в оружейном стиле у Саб-Зиро и Шан Цзуна используется пронзание мечом, после чего противник периодически получает урон, но небольшой. При использовании вплотную применяется боунбрэкер.

### Konquest
В Deadly Alliance впервые появляется режим Konquest. Этот режим является своего рода обучающим режимом для каждого персонажа. Режим состоит из ряда «миссий», которые необходимо выполнить различными персонажами. Между миссиями проигрывается вставка на движке игры, в которой показывается путешествие монаха по локациям, но отношения к геймплею это не имеет и нужно только, чтобы изобразить ощущение путешествия.
Изначально игроку дается восемь заданий за Саб-Зиро, обучающих основам игры. После этого для каждого персонажа открывается ряд миссий, в которых нужно выполнять разные задания, например, выполнить длинное комбо или победить соперника. В каждой миссии появляется текстовая инструкция, содержащая части сюжета за персонажей, дополняющие основную сюжетную линию. После завершения миссии игрок получает определенное количество монет, которые можно использовать для открытия гробов в крипте. Если завершить все миссии, откроется доступ к двум секретным персонажам.

### Мини-игра Test Your Might
Мини-игра вернулась в Mortal Kombat: Deadly Alliance, впервые после первой игры Mortal Kombat, в новом облике, но со старыми правилами. Цель игры — разбить предмет, набрав для этого достаточно энергии в полоске сбоку. В игре стало больше этапов: бамбук, уголь, дуб, кирпич, красное дерево, мрамор, железо и алмаз. За каждый пройденный этап игрок получает вознаграждение в виде ониксовых или платиновых монет.
Нововведения в основном касаются внешнего облика игры — в зале, где боец разбивает предметы, теперь стоит толпа зрителей, которая радуется, когда игроку удаётся разбить предмет, или смеётся, если этого не удалось сделать. В режиме для двух игроков оба бойца разбивают два предмета, стоя рядом друг с другом. Иногда, если одному бойцу удаётся выиграть, а второму — нет, то проигравший может ударить своего соперника.

### Test Your Sight
Test Your Sight представляет собой небольшую мини-игру. Игроку дается ряд кубков. В один из кубков помещается иконка с изображением дракона. После этого они начинают двигаться в различном порядке. Задача игрока — проследить за кубком, в котором находится иконка, и правильно его указать.
Со временем количество кубков увеличивается, они начинают двигаться быстрее и в более хаотичном порядке, а камера начинает менять своё положение, делая слежку за кубками более трудной. Если игроку удастся угадать местонахождение значка, он будет вознаграждён ониксовыми или платиновыми монетами для покупок в Крипте.

## Персонажи

Персонажи Mortal Kombat: Deadly Alliance

### Новые персонажи
- Бо Рай Чо — мастер единоборств из Внешнего Мира, обучавший боевым искусствам Лю Кана и Кун Лао.
- Драмин — демон из Небытия, носящий лицо Кун-Ло — маску, позволяющую ему контролировать свою ярость.
- Фрост — ученица Саб-Зиро, владеющая силой криокинеза.
- Хсу Хао — подручный Мовадо, которому было дано задание проникнуть и уничтожить Агентство по Исследованию Внешнего Мира, что ему удалось.
- Кенши — слепой мечник-телекинетик, горящий желанием отомстить Шан Цзуну за его предательство и ослепление. Также один из членов Агентства по Исследованию Внешнего Мира.
- Ли Мэй — девушка из Внешнего Мира, восставшая против Смертельного Альянса.
- Мовадо — член клана «Красный Дракон», желающий уничтожить клан Чёрный Дракон.
- Нитара — представительница расы вампиров, ищущая способ восстановить уничтоженный Мир.

### Старые персонажи
- Скорпион — призрак, главной целью которого является месть Куан Чи за гибель его семьи и клана «Сирай Рю».
- Рептилия — бывший слуга Шао Кана, ищущий нового хозяина.
- Шан Цзун — колдун, который хочет получить вечную молодость и бессмертие использовав для этого альянс с Куан Чи.
- Саб-Зиро — получив в своё распоряжение Медальон Дракона, Саб-Зиро реформировал клан «Лин Куэй» и стал его грандмастером.
- Сайракс — киборг клана «Лин Куэй», вернувший свою душу и работающий в Агентстве по Исследованию Внешнего Мира. Был послан на миссию во Внешний Мир и застрял там после уничтожения своей ручной консоли.
- Соня Блейд — член Агентства по Исследованию Внешнего Мира. Она входит во внешний мир, чтобы отыскать пропавших агентов — Сайракса и Кенши.
- Джакс — член Агентства по Исследованию Внешнего Мира, который ищет Хсу Хао, чтобы отомстить за гибель своих товарищей.
- Джонни Кейдж — голливудский актёр, помогающий своим друзьям уничтожить Смертельный Альянс и не дать захватить Землю.
- Кано — наёмник, предложивший Шан Цзуну и Куан Чи свои услуги.
- Китана — принцесса Эдении, сражающаяся на стороне воинов Земли.
- Кун Лао — монах из Сообщества Белого Лотоса, мстящий Шан Цзуну за убийство своего друга, Лю Кана (в этой части шляпа крепится у него на спине и используется для fatality).
- Куан Чи — могущественный колдун, желающий получить армию Короля Дракона.
- Райдэн — бог грома, оставивший свой пост Старшего Бога для того, чтобы вернуться на Землю и помочь Земным Воинам остановить новую угрозу.

### Секретные персонажи
- Блейз — воин-элементаль, заклинанием призванный охранять последнее яйцо Дракона. Персонаж уже появлялся в МК2, на фоне Яма 2, но в Mortal Kombat: Deadly Alliance он впервые стал играбельным.
- Мокап — член съёмочной группы Джонии Кейджа, который делал Motion Capture для многих фильмов с его участием.

### Подбосс
- Молох — напарник Драмина.

### Боссы
- Шан Цзун
- Куан Чи

Mortal Kombat: Deadly Alliance — единственная игра серии, в которой нет Лю Кана в качестве играбельного персонажа и в которой в качестве босса представлены два противника.

## Арены
- Acid Bath (Кислотная Ванна)
- Wu Shi Academy (Академия Ву Ши)
- Kuatan Palace (Дворец расы Куатан)
- Drum Arena (Арена Барабанов)
- Lin Kuei Temple (Храм Линь Куй)
- Lung Hai Temple (Храм Лун Хай)
- The lost Tomb (Потерянная Гробница)
- The Portal (Портал)
- Quan Chi’s Fortress (Крепость Куан Чи)
- Shang Tsung’s Palace (Дворец Шан Цзуна)
- Lava Shrine (Алтарь Лавы)
- Nethership (Адский Корабль)
- House of Pekara (Дом Пекара)
- Palace Grounds (Дворцовая Площадь)
- Sarna Ruins (Руины Сарна)
- Dragonfly (Стрекоза)
- Mocloch’s Lair (Логово Молоха)

## Mortal Kombat: Tournament Edition

Обложка североамериканского издания игры

Mortal Kombat: Tournament Edition — второй порт Mortal Kombat: Deadly Alliance на Game Boy Advance. Из-за технических ограничений приставки и малого объёма картриджа игра была портирована в двух «частях». Первая часть, вышедшая вместе с остальными версиями MKDA, носила такое же название, как и «большие» версии, вторая (вышедшая год спустя после первой) — получила название Mortal Kombat: Tournament Edition. Это была первая игра серии Mortal Kombat, которая использовала 3D-стиль игры на переносной консоли. 
Первым названием Mortal Kombat: Tournament Edition было Mortal Kombat: Deadly Revenge.
Состав персонажей консольного Mortal Kombat: Deadly Alliance был разделён между двумя играми:
- Шан Цзун, Куан Чи и Скорпион были включены в обе игры.
- Блейз, Мокап и Молох не были включены ни в одну из версий.
- Фрост, Джакс, Саб-Зиро, Кано, Кун Лао, Кенши, Китана, Ли Мэй и Соня был включены в первую часть порта.
- Бо Рай Чо, Сектор, Сайракс, Драмин, Хсу Хао, Джонни Кейдж, Мовадо, Нитара, Райдэн и Рептилия были включены в МКТЕ.

Mortal Kombat: Tournament Edition также немного расширило сюжет МКDA, добавив в игру трёх новых бойцов — Сектора, Нуб Сайбота и Сарину из Mortal Kombat Mythologies: Sub-Zero. Сектор и Нуб Сайбот являются «перекрашенными» Сайраксом и Скорпионом соответственно. МКТЕ — первая игра серии, в которой не появляется Саб-Зиро.
Также Tournament Edition отличается от первого порта новыми режимами игры. Режим Tag Team позволяет устраивать бои 2 на 2, а режим Survival выставляет бойца против ряда противников в бою на выживание.

## Реакция на игру
| Сводный рейтинг    | Сводный рейтинг | Сводный рейтинг | Сводный рейтинг | Сводный рейтинг | Сводный рейтинг |
| Издание            | Оценка          | Оценка          | Оценка          | Оценка          | Оценка          |
| Издание            | Общая           | GBA             | GC              | PS2             | Xbox            |
| ------------------ | --------------- | --------------- | --------------- | --------------- | --------------- |
| GameRankings       |                 | 84,63 %         | 81,82 %         | 81,99 %         | 82,68 %         |
| Metacritic         |                 |                 | 81              | 79              |                 |
| Иноязычные издания |                 |                 |                 |                 |                 |
| Издание            | Оценка          | Оценка          | Оценка          | Оценка          | Оценка          |
| Издание            | Общая           | GBA             | GC              | PS2             | Xbox            |
| GameSpot           | 8,1/10          | 7,9/10,0        |                 |                 |                 |
| GameSpy            | 4/5             |                 |                 |                 |                 |
| IGN                | 8,6/10          | 8,8/10          |                 |                 |                 |

Mortal Kombat: Deadly Alliance оживил серию, которая находилась в упадке начиная с конца 1990-х годов. Несмотря на успех Mortal Kombat 4, франчайз начал страдать от чрезмерного использования плохих проектов, выходивших под маркой Mortal Kombat. В ноябре 1997 года вышел провальный сиквел первого фильма Mortal Kombat — MK: Annihilation. Сериал Mortal Kombat: Konquest продержался в эфире один сезон, несмотря на хорошие рейтинги. Mortal Kombat Gold был встречен с небольшим интересом, а катастрофически провальные Mortal Kombat Advance и Mortal Kombat: Special Forces почти положили конец франчайзу, как и уход из Midway одного из создателей серии — Джона Тобиаса и нескольких других членов команды разработчиков во время разработки MKSF.
Неудачная цепь событий едва не погубила серию, и из-за этого создатели смогли выпустить Mortal Kombat: Deadly Alliance только через пять лет после последнего пронумерованного файтинга. Ожидалось, что Mortal Kombat: Deadly Alliance должен был выйти в 2000 году на аркадных автоматах, но спустя два года Midway решила выпустить игру только на приставках из-за упадка рынка аркадных игр в США.

## Музыка
Группа Adema записала песню и клип «Immortal» (рус. «Бессмертный»), которая была использована в рекламе Mortal Kombat: Deadly Alliance. Песню можно найти в разделе Extra в МКDA.